# Prima Materia (album)
Prima materia è l'album di debutto di Bluetech prodotto nel 2003 da Waveform Records.

## Tracce
1. Leaving Babylon – 6:43
2. Prophetic Sines – 6:16
3. Triangle (Retriangulated) – 7:02
4. Rubicon – 5:57
5. Prayers for Rain (Dub Mix) – 6:52
6. White Magnesia – 5:40
7. 7th Phase Dub – 6:28
8. Burning Waters – 6:33
9. Mezzamorphic – 7:58
10. Desperate Ends – 5:32
11. Cliffdiving – 1:57